# Milutin Simović
Milutin Simović (Nikšić, 1961) crnogorski je političar koji trenutno vrši funkciju gradonačelnika Nikšića od 20. novembra 2020. godine. Prethodno je bio ministar poljoprivrede i ruralnog razvoja i potpredsjednik vlade od 2016. do 2020. godine.

## Biografija
Rođen je 1961. godine u Nikšiću koji je tada bio deo SR Crne Gore, te SFR Jugoslavije. Diplomirao je na Poljoprivrednom fakultetu Univerziteta u Novom Sadu kao student generacije 1986. godine. Magistrirao je na istom fakultetu.
Od 1986 do 1997. je bio viši istraživač u Centru za ratarstvo i povrtarstvo, dok je 1997. godine postao pomoćnik ministra u ministarstvu poljoprivrede, šumarstva i vodoprivrede. Od 1998. do 2010. godine, bio je ministar poljoprivrede, šumarstva i vodoprivrede.
Potpredsjednik Skupštine Crne Gore od 2014. do 2016. godine.
Godine 2016. je imenovan za popredsjednika vlade i ministra poljoprivrede i ruralnog razvoja i te funkcije je obavljao do 4. decembra 2020. godine.
20. novembra 2020. godine, izabran je za gradonačelnika Nikšića.